# Hungersnöd

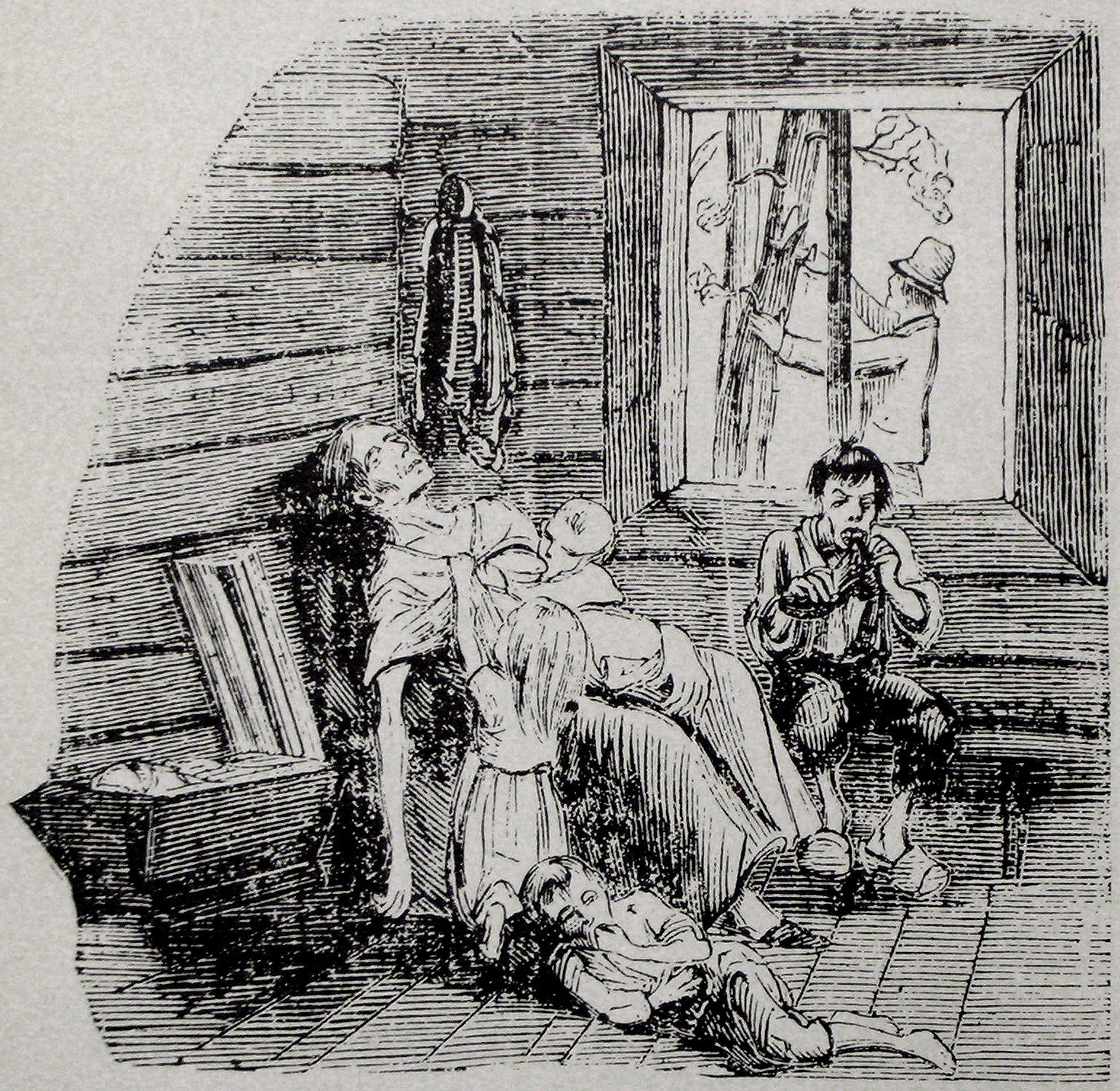
Svältande familj i en teckning ur Fäderneslandet från 1867.

Hungersnöd, ibland kallat massvält, en mer omfattande brist på mat inom en region, orsakad av krig, missväxt, klimatkatastrofer, epidemier och annat. Hungersnöden har varit ett återkommande historiskt fenomen, som blivit mindre vanligt förekommande i modern tid.
Definitionen av hungersnöd har skiftat över tid och plats, ofta av politiska orsaker, och det finns fortfarande tvetydigheter i begreppet. Den binära föreställningen om hungersnöd/ej hungersnöd är också kritiserad av dem som menar att begreppet snarare bör ses på en graderad skala.
Det behöver inte föreligga brist på mat i området för att hungerkatastrofer ska inträffa. Enligt Amartya Sen kan man säga att det finns tre förutsättningar för att hungerkatastrofer ska uppstå:
1. En viss del av befolkningen förlorar av olika skäl sin förmåga att skaffa fram mat – dess inkomster minskar, vilket kan bero på att de produkter man säljer förlorar sin marknad.
2. Staten ingriper inte för att ersätta deras förlorade inkomst, så som sker med arbetslöshetsunderstöd i utvecklade länder i Europa.
3. Den tredje förutsättningen är att landet har en auktoritär regim. Om regeringen utsätts för politiskt tryck från oppositionspartierna undviker man hungersnöd.

Enligt Amartya Sen har det aldrig inträffat en hungersnöd i en demokrati. Däremot har demokratier bidragit till hungerkatastrofer i andra länder. Enligt författarinnan Madhusree Mukerjee var den brittiske premiärministern Winston Churchill helt och hållet ansvarig för effekterna av den fruktansvärda svälten i Bengalen 1943. Amartya Sens modell har även kritiserats av Mike Davies och Amarita Rangasami för att bortse från omfördelningen i samhället: processen där fördelarna hamnar hos en del av samhället medan förlusterna hamnar hos de andra.
Enligt Rudolph J. Rummel dog under 1900-talet 14 miljoner människor i hungersnöd i "delvis fria" länder, minst 60 miljoner i "ofria" länder, minst 12 miljoner i kolonier och inga i liberala demokratier.

## Kända fall av hungersnöd
- Lista över svältkatastrofer under 1900-talet
- Hungersnöden 1695–1697 - missväxt i Sverige, Norge, Finland, Estland och Lettland
- Året utan sommar 1816, också omnämnt som "artonhundra-frös-ihjäl"
- Den stora svälten på Irland 1846–1848
- Missväxtåren 1867–1869 (Lavåret 1867), hungersnöd i Sverige
- Hungersnöden i Sovjetunionen 1932–1933
- Holodomor 1932–1933
- Hungersnöd i Kazakstan 1932-1933
- Hungersnöden i Grekland  1941-1944
- Den bengaliska svälten 1943
- Stora språnget i Kina 1958–1960
- Biafra 1967–1970
- Hungersnöden i Etiopien 1983–1985
- Svältkatastrofen i Nordkorea (som värst under 1990-talet, pågår till viss del fortfarande)
- Svälten i Östafrika 2011